# La Randonnée
Pour les articles homonymes, voir Walkabout.
Pour plus de détails, voir Fiche technique et Distribution.
La Randonnée, également désigné sous son titre original Walkabout, est un film australo-britannique réalisé par Nicolas Roeg et sorti en 1971.
Librement inspiré du roman de James Vance Marshall, il a été écrit par Edward Bond. Il a fait partie de la sélection officielle du Festival de Cannes 1971.

## Synopsis
Deux frère et sœur occidentaux (une adolescente et un jeune enfant) se retrouvent abandonnés dans le bush après le suicide de leur père et l'incendie de leur voiture. Survivant tant bien que mal dans le désert hostile, ils rencontrent un jeune Aborigène en plein « walkabout », une errance initiatique rituelle.
Le film traite aussi des mystères de la communication, selon le journaliste et critique de cinéma américain Roger Ebert.

## Fiche technique
- Titre français : La Randonnée
- Titre original : Walkabout
- Réalisation : Nicolas Roeg
- Scénario : Edward Bond, d'après l'œuvre de James Vance Marshall
- Musique : John Barry
- Photographie : Nicolas Roeg
- Montage : Antony Gibbs, Alan Pattillo
- Décors : Brian Eatwell
- Production : Si Litvinoff
- Pays de production :  Australie,  Royaume-Uni
- Genre : aventure ; drame
- Durée : 100 minutes
- Dates de sortie :
  - France : mai 1971  (Festival de Cannes), 23 février 1972 (sortie nationale)
  - États-Unis : 1er juillet 1971
  - Australie : octobre 1971
  - Royaume-Uni : 14 novembre 1971

## Distribution
- Jenny Agutter : la fille
- Luc Roeg : le garçon blanc (crédité sous le nom de Lucien John)
- David Gulpilil : l'aborigène (mal crédité sous le nom de David Gumpilil)
- John Meillon : Le père
- Robert McDarra : un homme
- Peter Carver : un homme
- John Illingsworth : un jeune homme
- Hilary Bamberger : une femme

## Distinctions
- Ce film fait partie de la Liste du BFI des 50 films à voir avant d'avoir 14 ans établie en 2005 par le British Film Institute.